# Mysrys
Mysrys är författaren Kim Kimselius första novellsamling och gavs ut 2012. Mysrys innehåller noveller om andar, relationer, sorgearbete och livsglädje.